# Индекс ГРАУ
Индекс ГРАУ (Индекс Заказывающего Управления МО) —  конвенционална алфанумеричка ознака узорка наоружања и војне опреме, коју је доделила једна од дирекција за наручивање Министарства одбране СССР-а и Русије.
Индексе ГРАУ увела је Главна артиљеријска управа (ГАУ, сада ГРАУ) 1938. да би означила артиљеријско оружје у некласификованој кореспонденцији. Развијен је систем за индексирање узорака оружја (индекс). 1956. године, због чињенице да је индексер модела из 1938. исцрпео своје капацитете и није задовољио захтев за очувањем државне тајне, као и због појаве фундаментално нових врста наоружања, као што су ракетно оружје и опрема, систем је претрпео низ промена. Поред тога, индексе сличне конструкције почеле су да додељују и друге Дирекције за наручивање: УРАВ Ратне морнарице, УВ Ваздухопловства, Против-ваздушна одбрана (ПВО), Стратешке ракетне снаге Ратног ваздухопловства, Космичке снаге и др.

## Принципи нотације

### Структура индексатора
Постоје два главна принципа за конструисање индекса: „стари” по коме су додељивани од 1938. до 1956. године и „нови” који је тренутно на снази.

#### Индексатор из 1937 године
По „старом“ принципу, индекс узорка је имао следећи облик: 

52-П-365 

53-О-530А 
Прве две цифре индекса означавају одељење ГАУ, које је одговорно за узорак. Позната су следећа одељења:
- 50 - одељење задужено за материјале; 51 - ... војни уређаји;
- 52 - ... материјални део артиљерије;
- 53 - ... хици јединственог и одвојеног пуњења, гранате, фитиљи, мине и минобацачке поготке, као и контејнери за њих;
- 54 - ... погонска пуњења за артиљеријске и минобацачке пројектиле и њихови елементи, средства за паљење, чауре и контејнери за њих;
- 55 - ... авио-бомбе  (убрзо након увођења система индексирања, авио-бомбарди наоружања су пребачени у Одељење за наоружање Ваздухопловства уз замену бројева 55 у индексима једним бројем 7);
- 56 - ... пешадијско оружје;
- 57 - ... пешадијска муниција.

Слово или њихова комбинација, која се налази иза броја одељења, означава врсту узорка, на пример, за одељење 52, слово П означава топове, слово М означава минобацаче; за одељење 53: ОФ - високоексплозивна фрагментарна муниција, БР - оклопни трагач и тако даље.
Троцифрени број на крају индекса означава конкретан узорак. Истовремено, индекси "старих" имају следеће карактеристике: редослед бројева у растућем редоследу калибара, карактеристике тежине и величине и врсте узорака (на пример, у одељењу 52, бројеви 351-363 имају 76- мм топови, бројеви 365-372 - топови 85 мм итд.), Кореспонденција бројева различитих одељења (на пример, 56-А-231 је самопунећи карабин Симонов калибра 7,62 мм (СКС), а 57- Н-231 је нормализовано пуњење од 7,62 мм за њега).
Слово на крају индекса означава модификацију узорка (на пример, М - модернизовано) или карактеристике дизајна (на пример, за фрагментационе гранате и мине (53-О ...), слово А означава рам од челичног ливеног гвожђа, а за кумулативно М - левак од бакра).

#### Индексатор из 1956 године
Године 1956. ГАУ, која још није постала Главна ракетна и артиљеријска управа (ГРАУ), увела је нови принцип индексације. Према његовим правилима, индекс узорка има следећи облик:

2А42 

3ОФ25
У новим индексима прве две цифре које означавају одељење ГАУ замењене су једном, а преписка је сачувана, односно: 
- 1 - оптички и радарски уређаји, системи управљања;
- 2 - артиљеријски оруђа и минобацачи;
- 3 - артиљеријска муниција;
- 4 - артиљеријска погонска пуњења;
- 6 - пешадијско оружје;
- 7 - пешадијска муниција.

У вези са појавом нове технологије, пре свега ракетне, систем означавања се периодично мењао. Дакле, ако су за означавање раних примерака ракетне технике коришћени индекси постојећих одељења 2, 3, 4, касније је за ракете Копнене војске уведено одељење 9. Такође, за неке ракете Копнене војске, пре него што су пребачене у надлежност Стратешких ракетних снага формираних децембра 1959. одељење 8.
Појава нових типова Оружаних снага захтевала је увођење нових система означавања. Истовремено, нова одељења за наручивање углавном су користила принципе изградње „новог“ система индексирања ГРАУ.
Управа за наоружање ПВО је производима из своје надлежности доделила индексе са бројем одељења 5, а Управа за ракетно наоружање Ракетних стратешких снага је за своје производе користила већ постојеће одељење број 8. Касније се од УРВ ракетних стратешких снага издвојио ГУКОС, Главна управа космичких објеката, која је при додељивању индекса користила одељење број 11.
У будућности, да је дошло до брзог развоја нове технологије, ПВО, Ваздухопловство Стратешких ракетних снага и ГУКОС увели су нова одељења.
ПВО су увеле одељење 6, а структура индекса је постала „обрнута”, односно број одељења је стављен на крај индекса, а број узорка испред, на пример. 48Н6. Не постоји јасна подела на врсте производа помоћу слова. Ово важи и за одељак 5.
УРВ РВСН Ракетних стратешких снага тренутно додељује индексе са бројем одељења 15, док ГУКОС користи бројеве одељења 14 и 17.
Постоје и индекси са бројевима одељења 13 и 16. Такви индекси се додељују елементима капиталне изградње, снабдевања електричном енергијом и водом објеката ракетних стратешких снага и космичких снага.

### Групе индекса „старог“ система

#### Одсек 51 – Оптички и радарски инструменти
- 51-В… — мерни алат
- 51-И… — алат и прибор
- 51-ИК… — инфрацрвени уређаји
- 51-м… — оптички нишани
- 51-РЛ… — радарски инструменти
- 51-Я… — затварачи (кутије) за апарате

#### Одсек 52 – артиљеријски оруђа и минобацачи
- 52-Г… — хаубице
- 52-ГС… — самоходне хаубице
- 52-Ж… — посуде и контејнери
- 52-З… — кутије за пуњење
- 52-И… — оруђе
- 52-ИТ… — оруђе за тенковски топ
- 52-ИЦ… — алат за механички нишан
- 52-Л… — Лафет (топ)
- 52-ЛТ… — тенковски лафети (топови)
- 52-М… — минобацачи
- 52-П… — топови
- 52-ПК… — топови за утврђења (казаматски)
- 52-ПС… — смоходни топови
- 52-ПТ… — тенковски топови
- 52-Р… — вучни топ
- 52-У… — системи
- 52-Ф… — транспортни уређаји (скијашке инсталације, пакети)
- 52-Х… — утовар буради
- 52-Ц… — механички нишани
- 52-ЭТ… — погони резервоара
- 52-Я… — затварачи (кутије) за елементе артиљеријског наоружања

#### Одсек 53 – Артиљеријска муниција
- 53-А… — муниција напуњена пропагандним лецима
- 53-Б… — против-оклопна
- 53-БЗР… — оклопна запаљива трасер муниција
- 53-БК… — оклопна кумулативна крилата муниција
- 53-БП… — оклопна (кумулативна ротирајућа) муниција
- 53-БР… — оклопно-пробојни трагајући калибар и поткалибарска муниција
- 53-В… — осигурачи
- 53-ВА… — одвојиви делови за пуњење код А муаниције
- 53-ВБ… — одвојиви делови за пуњење код Б муаниције
- 53-ВБК… — одвојиви делови за пуњење код БК муаниције
- 53-ВБП… — одвојиви делови за пуњење код БП муаниције
- 53-ВБР… — одвојиви делови за пуњење код БР муаниције
- 53-ВГ… — одвојиви делови за пуњење код Г муаниције
- 53-ВД… — даљински ударни осигурачи
- 53-ВД… — одвојиви делови за пуњење код Д муаниције
- 53-ВЗ… — одвојиви делови за пуњење код З муаниције
- 53-ВО… — одвојиви делови за пуњење код О муаниције
- 53-ВОФ… — одвојиви делови за пуњење код ОФ муаниције
- 53-ВОХ… — одвојиви делови за пуњење код ОХ муаниције
- 53-ВС… — одвојиви делови за пуњење код С муаниције
- 53-ВФ… — одвојиви делови за пуњење код Ф муаниције
- 53-ВХ… — одвојиви делови за пуњење код Х муаниције
- 53-ВХН… — одвојиви делови за пуњење код ХН муаниције
- 53-ВХС… — одвојиви делови за пуњење код ХС муаниције
- 53-ВШ… — одвојиви делови за пуњење код Ш муаниције
- 53-Г… — муниција која пробија бетон
- 53-Д… — димна муниција
- 53-ДЦ… — нишанска и циљана муниције
- 53-Ж… — експлозивна пуњења муниције
- 53-З… — запаљива муниција
- 53-ЗР… — запаљива трагајућа муниција
- 53-И… — инструмент
- 53-М… — механичке цеви (осигурачи на даљину)
- 53-О… — касетна муниција
- 53-ОЗР… — касетно-запаљива-трасерна муниција
- 53-ОР… — касетно-пратећа муниција
- 53-ОФ… — високоексплозивна касетна муниција
- 53-ОХ… — касетно хемијска муниције
- 53-П… — практична муниција
- 53-ПБР… — практична оклопна трасер муниција
- 53-ПР… — практична трагајућа муниција
- 53-ПУ… — практична муниција за обуку
- 53-Р… — трагајуће муниција
- 53-С… — светлећа (осветљујућа) муниција
- 53-Т… — цеви за прах (осигурачи на даљину)
- 53-УБ… — јединствени пројектили (патроне) са Б гранатама
- 53-УБК… — јединствени пројектили (патроне) са БК гранатама
- 53-УБП… — јединствени пројектили (патроне) са БП гранатама
- 53-УБР. — јединствени пројектили (патроне) са БР гранатама
- 53-УД… — јединствени пројектили (патроне) са Д гранатама
- 53-УЗ… — јединствени пројектили (патроне) са 3 гранатама
- 53-УЗР… — јединствени пројектили (патроне) са ЗР гранатама
- 53-УО… — јединствени пројектили (патроне) са О гранатама
- 53-УОЗР… — јединствени пројектили (патроне) са ОЗР гранатама
- 53-УОР… — јединствени пројектили (патроне) са ОР гранатама
- 53-УОФ… — јединствени пројектили (патроне) са ОФ гранатама
- 53-УОХ… — јединствени пројектили (патроне) са ОХ гранатама
- 53-УП… — јединствени пројектили (патроне) са П гранатама
- 53-УПБР… — јединствени пројектили (патроне) са ПБР гранатама
- 53-УФ… — јединствени пројектили (патроне) са Ф гранатама
- 53-УШ… — јединствени пројектили (патроне) са Ш гранатама
- 53-УЩ… — јединствени пројектили (патроне) са Щ гранатама
- 53-Ф… — експлозивна муниција
- 53-Х… — хемијска муниција
- 53-ХН… — хемијска муниција са нестабилним ОВ
- 53-ХС… — хемијска муниција са нестабилним ОВ
- 53-ЧР… — трагачи
- 53-Ш… — шрапнели
- 53-Щ… — сачма
- 53-Я… — чепови (кутије) за муницију

#### Одсек 54 – Артиљеријска пуњења
- 54-А… — пуњења пироксилинског праха за сипање у чауру
- 54-АД… — пуњења дигликола у праху за сипање у чауру
- 54-АК… — пуњења ксилитан праха за сипање у чауру
- 54-АН… — пуњења нитроглицеринског праха за сипање у чауру
- 54-Б… — пуњења пироксилинског праха у капама за уметање у чауру
- 54-БД… — пуњења дигликола у праху у капама за уметање у чауру
- 54-БН… — пуњења нитроглицеринског праха у капама за уметање у чауру
- 54-В… — припрема зачауру
- 54-ВЭ… — ударне чауре
- 54-Г… — чауре
- 54-Ж… — пуњења пироксилинског праха у чаурама
- 54-ЖД… — пуњења дигликолног праха у чаурама
- 54-ЖК… — пуњења ксилитан праха у чаурама
- 54-ЖКД… — пуњења ксилитана и дигликола у праху у чаурама
- 54-ЖН… — пуњења нитроглицеринског праха у чаурама
- 54-З… — пуњења пироксилинског праха у капсулама
- 54-ЗН… — пуњења нитроглицеринског праха у капсулама
- 54-О… — обтуратори
- 54-ПГ… — одводники пламена
- 54-Р… — одводники пламена
- 54-СГ… — шкољке са запаљеним телом
- 54-Ф… — флегматизатори
- 54-Х… — пуцање у празно
- 54-ХЖ… — празне метке у чаурама (патроне)
- 54-Я… — затварачи (кутије) за пуњење

#### Одсек 56 – Пешадијско оружје
- 56-А… — аутоматско и самопуњујуће стрељачко оружје
- 56-В… — пушке, сачмарице
- 56-Г… — бацачи граната, минобацачи
- 56-Ж… — магацин, посуде
- 56-ЖЛ… — кутије за пројектиле (реденици са пројектилима)
- 56-ЗТ… — противваздушни системи
- 56-И… — алат и прибор
- 56-ИР… — комплети војних калибара
- 56-Л… — реденици са муницијом
- 56-М… — магацини
- 56-Н… — пиштољи који се не пуне аутоматск и револвери
- 56-П… — митраљези
- 56-Р… — лаки митраљез
- 56-Т… — алатне машине
- 56-У… — инсталације
- 56-Х… — хладно оружје
- 56-Ч… — помоћни елементи
- 56-Ш… — торбе, каишеви, футроле, навлаке
- 56-Ю… — Прибор
- 56-ЮЛ… — опрема (пуњење) машине
- 56-Я… — чепови (кутије) за пешадијско оружје

#### Одсек 57 – Пешадијска муниција
- 57-БЗ… — муниција са оклопним запаљивим мецима
- 57-БЗТ… — муниција са оклопним запаљивим трагачким мецима
- 57-БТ… — муниција са оклопним трагајућим мецима
- 57-Г… — ручне бомбе
- 57-ГК… — реактивне кумулативне (противтенковске) гранате
- 57-ГО… — ракетне фрагментирајуће гранате
- 57-ГУ… — ручне бомбе за обуку
- 57-Д… — муниција са далекометним (тешким) мецима
- 57-Ж… — осигурачи за гранате
- 57-З… — муниција са запаљивим мецима
- 57-ЗП… — муниција са запаљивим нишанским мецима
- 57-К… — капсуле
- 57-Н… — муниција са нормализованим мецима (главна муниција)
- 57-О… — оквир за уницију
- 57-П… — нишанска муниција
- 57-СД… — сигнална муниција за употребу по дану
- 57-СН… — сигнална муниција за употребу у ноћним условима
- 57-Т… — муниција са навођеним мецима
- 57-У… — специјалниа муниција високог притиска или са појачаним пуњењем
- 57-Х… — празни пројектили (без бојеве главе)
- 57-Ч… — муниција за обуку
- 57-Я… — чепови (кутије) за муницију

### Групе индекса „новог“ система

#### Одсек 1 (ГРАУ)
Оптички и радарски уређаји, системи управљања 
- 1А… — системи и уређаји за управљање ватром
- 1Б… — сензори, мерни инструменти
- 1В… — средства управљања, рачунарски објекти
- 1Г… — жироскопски инструменти
- 1Д… — ласерски уређаји
- 1И… — алат и прибор
- 1К… — комплекси
- 1Л… — радарске станице
- 1Н… — уређаји за надзор
- 1-ОД… — оптички даљиномери
- 1-ОН… — оптички уређаји за посматрање
- 1-ОП… — оптички нишани
- 1П… — нишани
- 1ПЗ… — противваздушни нишани
- 1ПН… — ноћни апарати
- 1Р… — алати за поправку и одржавање
- 1РЛ… — радарске станице
- 1РС… — рададарске станице за гађање
- 1С… — самоходне (покретне) радарске станице
- 1СБ… — ваздушни ракетни системи
- 1Т… — алати за топографско референцирање
- 1ТПП… — термовизијски нишани
- 1У… — помагала за обуку
- 1Э… — напајања

#### Одсек 2 (ГРАУ)
Артиљеријски топови, ракетни системи копнених снага 
- 2А… — топови, хаубице, ватромет
- 2Б… — минобацачи, вишецевни бацачи ракета
- 2В… — контролна опрема
- 2Г… — опрема за гориво за ракете
- 2И… — алат, прибор
- 2К… — ракетни системи, вођени системи наоружања
- 2Л… — лафети (топови са рудом)
- 2П… — ракетни бацачи
- 2С… — самоходне артиљеријске јединице
- 2Т… — транспортна опрема за ракетне системе
- 2У… — помагала за обуку
- 2Ф… — опрема за транспортовање артиљерије
- 2Х… — средства за ватрену обуку
- 2Ц… — механички нишани
- 2Ш… — сандуци, контејнери
- 2Э… — актуатори за вођење
- 2Я… — кутије (тара)

#### Одсек 3 (ГРАУ)
Артиљеријска муниција, пројектили 
- 3А… — кампањска муниција
- 3ВБ… — специјална (нуклеарна) муниција
- 3БК… — оклопна кумулативна муниција
- 3БМ… — оклопна подкалибарна муниција (против-оклопна)
- 3БП… — оклопни (кумулативни) пројектили
- 3БР… — оклопни трагајући пројектили
- 3В… — осигурачи
- 3ВА… — пројектил са одвојеним пуњењем А муниције
- 3ВБВ… — пројектил са одвојеним пуњењем БВ муниције
- 3ВБК… — пројектил са одвојеним пуњењем БК муниције
- 3ВБМ… — пројектил са одвојеним пуњењем БМ муниције
- 3ВБП… — пројектил са одвојеним пуњењем БП муниције
- 3ВБР… — пројектил са одвојеним пуњењем БР муниције
- 3ВГ… — пројектил са одвојеним пуњењем способним да пробију бетон
- 3ВД… — пројектил са одвојеним пуњењем Д муниције
- 3ВДЦ… — пројектил са одвојеним пуњењем ДЦ муниције
- 3ВЗ… — пројектил са одвојеним пуњењем З муниције
- 3ВМ… — осигурачи
- 3ВНС… — пројектил са одвојеним пуњењем НС муниције
- 3ВО… — пројектил са одвојеним пуњењем О муниције
- 3ВОФ… — пројектил са одвојеним пуњењем ОФ муниције
- 3ВП… — пројектил са одвојеним пуњењем П муниције
- 3ВРБ… — пројектил са одвојеним пуњењем БР муниције
- 3ВС… — пројектил са одвојеним пуњењем С муниције
- 3ВТ… — цеви (даљински осигурачи)
- 3ВФ… — пројектил са одвојеним пуњењем Ф муниције
- 3ВХ… — пројектил са одвојеним пуњењем Х муниције
- 3ВШ… — пројектил са одвојеним пуњењем Ш муниције
- 3Д… — димна муниција
- 3ДЦ… — димна муниција за циљеве
- 3Ж… — електрични детонатори
- 3-З… — запаљива муниција
- 3И… — оруђе
- 3КВ… — касуле за паљење
- 3КД… — капуле за минирање
- 3М… — вођене ракете
- 3Н… — бојева глава ракете
- 3НС… — специјална (хемијска, интерферентна) муниција
- 3-О… — фрагментациона и касетна муницијом
- 3ОР… — пратећи фрагментациони пројектили
- 3ОФ… — високоексплозивна фрагментарна муниција
- 3П… — практична муниција
- 3Р… — невођене тактичке ракете
- 3РБ… — муниција за ометање
- 3С… — светлећа (осветљавајућа) муниција
- 3Т… — цеви (даљински осигурачи)
- 3УБК… — пројектили састављени из једног дела (патроне) са БЦ гранатама
- 3УБМ… — пројектили састављени из једног дела (патроне) са БМ гранатама
- 3УБР… — пројектили састављени из једног дела (патроне) са БР гранатама
- 3УД… — пројектили састављени из једног дела (патроне) са Д гранатама
- 3УО… — пројектили састављени из једног дела (патроне) са О гранатама
- 3УОР… — пројектили састављени из једног дела (патроне) са ОР гранатама
- 3УОФ… — пројектили састављени из једног дела (патроне) са ОФ гранатама
- 3УП… — пројектили састављени из једног дела (патроне) са П гранатама
- 3УШ… — пројектили састављени из једног дела (патроне) са Ш гранатама
- 3Ф… — експлозивна муниција
- 3Х… — хемијска муниција
- 3Ц… — ракетни мотори
- 3ЧР… — трагачи
- 3Ш… — пројектили са готовом подмуницијом
- 3Э… — ракетни осигурачи
- 3Я… — поклопци (кутије) за муницију, пројектиле

#### Одсек 4 (ГРАУ)
Пуњења за артиљеријске пројектиле
- 4А… — пуњења пироксилинског праха за сипање у чауру
- 4АД… — пуњења нитродигликолног праха за сипање у чауру
- 4Б… — пуњења пироксилинског праха у капама и сноповима за уметање у чахру
- 4БН… — пуњења нитроглицеринског праха у капама и сноповима за уметање у чауру
- 4В… —капсуле за чауре, доњи осигурачи
- 4Г… — чауре
- 4Д… — допунска пуњења
- 4Ж… — пуњења пироксилинског праха у чаурама
- 4ЖД… — пуњења нитродигликолног праха у чаурама
- 4ЖН… — пуњења нитроглицеринског праха у чаурама
- 4-З… — пуњења пироксилинског праха у бојевој глави
- 4Л… — трасер пуњења, ракетни мотори на чврсто гориво
- 4С… — пуњења ракетних мотора на чврсто гориво, елементи динамичке заштите резервоара
- 4Х… — празни пројектили, имитације патрона
- 4Я… — затварачи (кутије) за пуњење

#### Одсек 6 (ГРАУ)
Пешадијско оружје
- 6Б… — лична заштитна опрема
- 6В… — пушке
- 6Г… — бацачи граната
- 6Ж… — кутије за муницију
- 6И… — оруђе
- 6Л… — реденици за муницију, магацини, кутије за муницију
- 6П… — стрељачко наоружање
- 6С… — стрељачки комплекси
- 6Т… — алатне машине
- 6У… — инсталације
- 6Х… — хладно оружје
- 6Ц… — нишани
- 6Ч… — Прибор
- 6Ш… — торбе, футроле, каишеви, навлаке, транспортни прслуци, ранчеви
- 6Ю… — Прибор
- 6Я… — затварачи (кутије)

#### Одсек 7 (ГРАУ)
Пешадијска муниција 
- 7БЗ… — пуњење са оклопним запаљивим мецима
- 7БТ… — пуњење са оклопним трагајућим мецима
- 7В… — осигурачи за гранате
- 7Г… — гранате
- 7Ж… — осигурачи за гранате
- 7-З… — пуњење са запаљивим мецима
- 7-ЗП… — пуњење са нишанским и запаљивим мецима
- 7К… — капсуле за минирање
- 7КВ… — капсуле за паљење
- 7Н… — нормализоване патроне (главна муниција)
- 7П… — бацачи граната
- 7С… — сигнална и светлосна муниција
- 7Т… — пуњење са трасерским мецима
- 7У… — пуњење са смањеном брзином метка
- 7Х… — празна и тренажна муниција
- 7Щ… — специјална пуњења (избацујући, под високим притиском, са појачаним пуњењем)
- 7Я… — чепови (кутије) за муницију

#### Одсек 9 (ГРАУ)
Ракетно оружје 
- 9А… —борбена возила ракетних комплекса
- 9Б… — ваздушни елементи система управљања ракетама
- 9В… — контролна опрема
- 9Г… — опрема пуњење ракета горивом
- 9Д… — ракетни мотори
- 9И… — системи електричног напајања за ракетне системе
- 9К… — ракетни системи
- 9М… — ракете
- 9Н… — ракетне бојеве главе
- 9П… — лансери
- 9С… — средства управљања ракетних система
- 9Т… — транспортна опрема
- 9Ф… — опрема за обуку
- 9Х… — пуњења ракетних мотора на чврсто гориво, трасери, распрскавајућа пуњења
- 9Ш… — оптички нишански уређаји
- 9Э… — експлозивне направе, главе за навођење
- 9Я… — затварачи (кутије)

#### Одељење 8 (ГРАУ, касније УРВ стратешке ракетне снаге)
Ракетна техника 
- 8А… — балистичке ракете, ракете носачи
- 8В… — експлозивне направе
- 8Г… — опрема за пуњење (утовар бојевог терета)
- 8Д… — ракетни мотори
- 8К… — балистичке ракете, ракете носачи
  - 8К6… — ракете које је развио ОКБ-586
  - 8К7… — ракете које је развио ОКБ-1
  - 8К8… — ракете које је развио ОКБ-52
  - 8К9… — ракете на чврсто гориво
- 8Л… — ваздушне јединице система управљања ракетама
- 8Н… — земаљска опрема
- 8П… — стартни комплекси. 8П7… — шахтни, 8П8… — надземни
- 8С… — монтажни блокови (степени) ракета
- 8Т… — транспортна опрема
- 8У… — лансирна опрема, као и специјалне (атомске) авио бомбе
- 8Ф… — ракетне бојеве главе
- 8Ш… — оптички нишански уређаји
- 8Ю… — помоћна опрема
- 8Я… — контејнери, сандуци

#### Одсек 11 (ГУКОС)
Ракетно-космичка техника 
- 11А… — ракете носачи
- 11В… — опрема циљне летелице
- 11Г… — опрема за пуњење
- 11Д… — ракетни мотори
- 11И… — алат и прибор
- 11К… — ракете носачи
- 11Л… — ваздушне јединице система управљања за ракете и свемирске апарате
- 11М… — опрема свемирске летелице
- 11Н… — земаљска опрема
- 11П… — лансирни и технички комплекси
  - 11П… — технички комплекси
  - 11П8… — копнени лансирни комплекси
- 11Р… — уградна радио опрема свемирских апарата
- 11С… — монтажни блокови (степени, оклопи) пројектила
- 11Т… — транспортна опрема
- 11У… — стартна опрема
- 11Ф… — свемирска летелица
- 11Ц… — опрема за контролу лета са земље
- 11Ш… — оптички нишански уређаји
- 11Э… — земаљски системи електричног напајања
- 11Ю… — помоћна опрема

#### Одсек 14 (ГУКОС)
Ракетно-космичка техника 
- 14А… — ракете носачи
- 14Г… — опрема за пуњење
- 14Д… — ракетни мотори
- 14И… — алат и прибор
- 14К… — ракетно-космички комплекси
- 14Л… — ваздушне јединице система управљања за ракете и свемирски апарати
- 14М… — опрема на космичким летелицама (апаратима)
- 14Н… — земаљска опрема
- 14П… — лансирни и технички комплекси
- 14С… — монтажни блокови (степени, оклопи) пројектила
- 14Т… — транспортна опрема
- 14У… — стартна опрема
- 14Ф… — космички апарати (свемирске летелице)
- 14Ц… — опрема за контролу летења на земљи, пријемници свемирских навигационих система
- 14Ш… — оптички нишански уређаји
- 14Э… — земаљски системи електричног напајања

#### Одељење 15 (ГРАУ, касније УРВ стратешке ракетне снаге)
Ракетная техника 
- 15А… — балистичке ракете (на течно гориво)
- 15Б… — ваздушни ракетни системи
- 15В… — системи управљања и комуникације Ракетних стетешкиих снага
- 15Г… — опрема за пуњење
- 15Д… — ракетни мотори
- 15Ж… — балистичке ракете ( на чврсто гориво)
- 15И… — алат и прибор
- 15Л… — ваздушне јединице система управљања ракетама
- 15Н… — земаљска опрема
- 15П… — Ракетни, лансирни и технички комплекси
  - 15П6… — мобилни копнени ракетни системи,
  - 15П7… — лансирање из шахти (силоса),
  - 15П8… — надземно лансирање,
  - 15П9… — војни железнички ракетни системи
- 15Р… — системи за напајање електричном енергијом ракетних снага стратешке намене
- 15С… — монтажни блокови (степени) ракета
- 15Т… — транспортна опрема
- 15У… — стартна опрема
- 15Ф… — ракетне бојеве главе, бојеве главе
- 15Х… — пуњења ракетних мотора на чврсто гориво
- 15Ш… — оптички нишански уређаји
- 15Э… — системи управљања и комуникације Ракетних стратешких снага
- 15Я… — контејнери

#### Одсек 17 (ГУКОС)
Ракетно-космичка техника 
- 17В… — опрема циљне летелице
- 17Г… — опрема за пуњење
- 17Д… — ракетни мотори
- 17И… — алат и прибор
- 17К… — ракетно-космички комплекси
- 17Л… — ваздушне јединице система управљања за ракете и свемирске апарате
- 17М… — опрема свемирске летелице
- 17Н… — земаљска опрема
- 17П… — лансирни и технички комплекси
- 17Р… — уградна радио опрема свемирских апарата (летелица)
- 17С… — монтажни блокови (степени, оклопи) пројектила
- 17Т… — транспортна опрема
- 17У… — стартна (лансирна) опрема
- 17Ф… — космически апарати (летелице)
- 17Х… — пуњења ракетних мотора на чврсто гориво
- 17Ц… — опрема за контролу лета са земље
- 17Ш… — оптички нишански уређаји
- 17Э… — земаљски системи електричног напајања
- 17Я… — контејнери, сандуци

## УРАВ морнарице и УВ ратног ваздухопловства
Слично „старом“ систему индексирања извршена је подела на одсеке тј. Одељење за ракетно и артиљеријско наоружање Ратне морнарице и Одељење за наоружање Ратног ваздухопловства.
За поморску артиљеријску муницију се користи исти принцип конструкције индекса, са изузетком прве две цифре индекса, уместо којих се користе комбинације А3 (за муницију) или А4 (за пуњења). Друга разлика је била редослед нумерисања узорака, који је ишао по опадајућем калибру, односно већи број је одговарао мањем калибру.
Појавом ракетне технологије у служби морнарице, уведен је нови систем означавања, који је, међутим, задржао принцип „старог“ система индексирања, према којем су производи који припадају истом комплексу добијали исте или сличне бројеве, на пример: 4К-75 - БРПЛ Р-29, 4Д-75 је мотор 1. степена ове ракете, а 4Д-76 је мотор 2. степена. Овај запис карактерише прва цифра 4 и двоцифрени број.
Касније, због чињенице да су слободни двоцифрени бројеви у уведеном систему нестали, уведен је систем индексирања у коме су промењена прва цифра (3) и број словних вредности. Ако су у раном систему ракете биле означене 4К ... (нпр. 4К-44), онда у каснијем - 3М ... (нпр. 3М-80).
Управа за оружје ваздухопловства је до средине 1950-их. користила један уместо два броја на почетку индекса, од 2 до 8. Број је означавао врсту оружја, на пример. за бомбашко оружје коришћени су бројеви 7 и 8. Иначе, структура индекса је понављала структуру „старог“ ГАУ система. Након тога, ваздухопловство УВ је увео нову нотацију у којој је прва цифра замењена са 9, на пример. 9-А-624. Нови систем је имао следеће карактеристике: елементи који чине главни производ  добили су исте бројеве; главни производ је добио индекс типа 9-А ..., а његови саставни елементи - друга слова или њихове комбинације. Истовремено, тип (ракетно, артиљеријско или бомбно наоружање) није се одразио у индексу главног производа.

### Индексне групе УРАВ (Управе за ракетно-артиљеријско наоружање)  морнарице

#### Одсек А3 – артиљеријска муниција
- А3-Б… — против-оклопне гранате
- А3-БР… — против-оклопни трагајући пројектили
- А3-ВГ… — главе осигурача
- А3-ДГ… — даљинске гранате (противваздушне гранате)
- А3-ДС… — пројектили дугог домета
- А3-ЗЖ… — запаљиви пројектили
- А3-ЗП… — противваздушни практични пројектили
- А3-ЗС… — противваздушна гранате
- А3-Н… — ронилачке шкољке
- А3-ОГ… — фрагментационе гранате
- А3-ОЗР… — фрагментационо-запаљиво-трагајући пројектили
- А3-ОПС… — фрагментационо практични пројектили
- А3-ОР… — фрагментационо-пратећи пројектили
- А3-ОФ… — високоексплозивне гранате
- А3-ПБ… — полуоклопне гранате
- А3-ПС… — практични пројектили
- А3-ПСР… — практични пројектили за праћење
- А3-ПТСТ… — термички шум турбомлазних плута
- А3-РП… — пројектили за ометање радара
- А3-СБ… — светлећи (осветљавајући) непадобрански пројектили
- А3-СГ… — дубоке морске шкољке
- А3-СК… — комбиновани интерферентни пројектили
- А3-СМЗ… — маскирне шкољке
- А3-СО… — пројектили за оптичке сметње
- А3-СП… — светлеће (осветљавајуће) падобранске шкољке
- А3-СПС… — специјални практични пројектили
- А3-СР… — пројектили за ометање радара
- А3-Т… — цеви (осигурачи на даљину)
- А3-ТС… — термобарични пројектили
- А3-ТСО… — оптичке интерференције турбомлазних пројектила
- А3-ТСП… — пасивни интерферентни турбомлазни пројектили
- А3-ТСТ… — термички шум турбомлазних пројектила
- А3-ТСТВ… — турбомлазни пројектили за телевизијске сметње
- А3-УБР… — појединачни погоци (патроне) са БР гранатама
- А3-УЖП… — појединачни загревајући пројектили (муниција)
- А3-УЖР… — појединачни пројектили за пражњење (муниција)
- А3-УЗС… — појединачни пројектили (патроне) са ЗС муницијом
- А3-УЗСБ… — појединачни пројектили (патроне) са ЗС муницијом и бојевим главама
- А3-УОЗР… — појединачни пројектили (патроне) са ОЗР муницијом
- А3-УОР… — појединачни пројектили (патроне) са ОР муницијом
- А3-УОФ… — појединачни пројектили (патроне) са ОФ муницијом
- А3-УОФБ… — појединачни пројектили (патроне) са ОФ муницијом и бојевим главама
- А3-УПС… — појединачни пројектили (патроне) са ПС муницијом
- А3-УПСБ… — појединачни пројектили (патроне) са ПС муницијом и бојевим главама
- А3-УФ… — појединачни пројектили (патроне) са Ф муницијом
- А3-УФБ… — појединачни пројектили (патроне) са Ф муницијом и бојевим главама
- А3-УФЗ… — појединачни пројектили (патроне) са ФЗ муницијом
- А3-УХ… — појединачни празни пројектили (патроне)
- А3-УЧ… — појединачни пројектили за обуку (патроне)
- А3-Ф… — високоексплозивна муниција
- А3-ФЗ… — високоексплозивни запаљиви пројектили
- А3-Ш… — шрапнели
- А3-Я… — затварач за муницију

#### Одсек А4 – артиљеријска погонска пуњења
- А4-АБ… — бојеве главе за причвршћивање на чауру
- А4-АСБ… — посебна пуњења за осветљавање непадобранских пројектила за сипање у чауру
- А4-АУМ… — смањена пуњења за гранате
- А4-ЗБ… — бојеве главе у капсулама
- А4-ЗДС… — далекометна муниција у капсулама
- А4-ЗПБ… — смањено пуњење бојеве капсуле
- А4-ЗСБ… — посебна пуњења у капусули за осветљавање непадобранских пројектила
- А4-ЗСН… — посебна муниција у капсули за подводне пројектиле
- А4-ЗСП… — посебна пуњења у капсулама за осветљавање падобранских пројектила
- А4-ЗУБ… — појачана бојева пуњења у капсулама
- А4-ЗУМ… — смањено пуњење у капсулама
- А4-ЖБ… — бојеве главе граната
- А4-ЖСБ… — специјалних пуњења капсулама за осветљавање непадобранских пројектила
- А4-ЖУМ… — смањено пуњење
- А4-ФЛ… — флегматизатори

#### Одсек 3 - вођене ракете
- 3А… — ракетна навигациона и рачунарска опрема
- 3Б… — производи уграђених ракетних система
- 3В… — ракетни осигурачи
- 3Г… — ракетне бојеве главе
- 3Д… — погонски ракетни мотори
- 3И… — помоћна опрема за преглед и одржавање
- 3К… — ракетни системи
- 3Л… — лансирање ракета са појачаним бустер моторима
- 3М… — вођене ракете
- 3Р… —радари за навођење
- 3С… — лансери
- 3Ф… — комплекси земаљске опреме
- 3Ц… —радиолокационе радарске станице
- 3Ч… — оптоелектронска нишанска средства
- 3Ш… — пуњења ракетних мотора на чврсто гориво

#### Одсек 4 - вођене ракете
- 4А… — ракетна навигациона и рачунарска опрема
- 4Б… — производи уграђених ракетних система
- 4В… — ракетни осигурачи
- 4Г… — ракетне бојеве главе
- 4Д… — погонски ракетни мотори
- 4И… — помоћна опрема за преглед и одржавање
- 4Е… — извори енергије на броду
- 4К… — вођене ракете
- 4Л… — лансирање ракета са појачаним бустер моторима
- 4Р… — радарске станице за навођење
- 4С… — лансери
- 4Ф… — комплекси земаљске опреме
- 4Ц… — радиолокационе радарске станице
- 4Ч… — оптоелектронска нишанска средства
- 4Ш… — пуњења ракетних мотора на чврсто гориво

### Групе индекса УВ ваздухопловних снага
- 3-БЗТ… — муниција са оклопно-пробојним запаљивим трагачима
- 3-В… — осигурачи пројектила
- 3-Ж… — погонска пуњења за пројектиле
- 3-ОЗТ… — пројектили са фрагментационо-запаљиво-тражећом муницијом
- 4-БЗТ… — пројектили са оклопно-пробојним запаљивим трагачима
- 4-Г… — чауре
- 4-ОЗТ… — пројектили са фрагментационо-запаљиво-тражећом муницијом
- 5-Т… — полигони за гађање
- 6-Б… — пројектили са оклопно-пробојним запаљивим трагачима
- 6-Г… — чауре
- 6-Ж… — погонска пуњења за пројектиле
- 6-О… — пројектили са фрагментационо-запаљиво-тражећом (трасер) муницијом
- 6-Т… — трагачи пројектила
- 7-А… — пропагандне авио-бомбе (са пропагандним материјалом)
- 7-АС… — бомбо-ампулични лигаменти
- 7-Б… — против-оклопне авио бомбе
- 7-БР… — против-оклопне авио бомбе
- 7-БТ… — бетоно-пробојне авио бомбе
- 7-В… — осигурачи
- 7-Г… — авионске гранате
- 7-З… — запаљиве бомбе
- 7-К… — касетне бомбе
- 7-Л… — витло, катапулт са сајлом којом се вуче авион приликом полетања са носача
- 7-М… — авио бомбе намењене за гађање мостова, ватрене вреће
- 7-МБ… — против-оклопне авио бомбе са повећаном брзином
- 7-О… — фрагментационе бомбе
- 7-ОФ… — високоексплозивне фрагментационе бомбе
- 7-П… — практичне авионске бомбе, контролне табле
- 7-ПП… — пиротрхнички уређај
- 7-С… — светлеће (осветљавајуће) бомбе, мине и ракете
- 7-Т… — противтенковске авио бомбе
- 7-У… — држачи за бомбе
- 7-Ф… — високоексплозивне авио бомбе
- 7-Ч… — браве за бомбе
- 7-Ш… — навигационе (оријентационе) бомбе, као и браве за носаче бомби
- 7-Щ… — ноћно навигационо осветљење и ротационе распрскавајуће бомбе
- 7-Э… — механизми за носаче бомби
- 7-Я… — затварачи (кутије)
- 8-АА… — авијационе ампуле
- 8-Д… — димне авио бомбе
- 8-З… — запаљиве бомбе
- 8-Ф… — високоексплозивне бомбе

## Редослед доделе индекса
Индекси „старог“ система ГАУ и УВ Ваздухопловства додељени су производима када су пуштени у употребу. Индекс је први пут објављен у Артиљеријском часопису НТК ГАУ. У случају замене узорка новим, али сличним по карактеристикама, индекс је сачуван. Тако је било, на пример, приликом замене експлозивне бомбе ФАБ-250св са бомбом ФАБ-250М43 модела из 1943. године. Индекс оба узорка је 7-Ф-325.
„Нови“ индекси су додељени у фази потписивања ТОР-а за истраживање и развој за креирање одговарајућих узорака. У једном броју случајева пројектовани узорци нису ушли у употребу, међутим индекси таквих узорака више нису коришћени. Такође, приликом одобравања ТОР узорку је додељена шифра, односно вербална ознака узорка.

## Слике
- Индексы ГРАУ МО СССР / РФ | Бронетехника мира
- Индексы оружия (ГРАУ, ГАУ и др.) - Guns.ru Talks
- Индексы ГРАУ | Занимательная саперка
- Русская Сила | Индексные обозначения военной техники ГРАУ МО
- (језик: енглески) Designations of Soviet and Russian Missiles and Spacecraft Designation-Systems.net
- (језик: енглески) «Indices» of Main Missile and Artillery Agency «GRAU»
- (језик: енглески) Russia / USSR Anti-Ship Missile Designations Stuart Slade